# توماس لولور
توماس لولور (بالإنجليزية: Thomas Lawlor)‏ هو مغني ومغني أوبرا أيرلندي، ولد في 17 يونيو 1938.

## وصلات خارجية
- توماس لولور على موقع IMDb (الإنجليزية)
- توماس لولور على موقع ميوزك برينز (الإنجليزية)
- توماس لولور على موقع قاعدة بيانات الفيلم (الإنجليزية)